# More B.B. King
More B.B. King — студійний альбом американського блюзового співака і гітариста Б. Б. Кінга, випущений у 1961 році лейблом Crown.

## Опис
Альбом More B.B. King вийшов у листопаді 1961 року і став сьомими винущеним LP Б. Б. Кінга на бюджетному лейблі братів Бігорі Crown (дочірньому Modern Records). Більшість пісень були записані перед тим, як Кінг змінив лейбл Kent на ABC Paramount у 1962 році (виключенням є «Shut Your Mouth» і «Baby, Look at You», які датуються серединою 1950-х). Альбом є сумішшю розважального ритм-енд-блюзу, блюзових балад та інструментальних композицій, які виходили на Kent на синглах у той період. Записи були зроблені за участю оркестру Максвелла Девіса.

## Список композицій
1. «Bad Case of Love» (Кертіс Ірвінг, Джо Джосі) — 2:22
2. «Get Out of Here» (Райлі Б. Кінг) — 2:42
3. «Bad Luck Soul» (Лемон Джефферсон, Райлі Б. Кінг, Джо Джосі) — 2:20
4. «Shut Your Mouth» (Райлі Б. Кінг, Джо Джосі) — 2:42
5. «Baby Look at You» (Джон Коста, Джон Ербі) — 3:12
6. «You're Breaking My Heart» (Райлі Б. Кінг, Джо Джосі) — 4:14
7. «My Reward» (Райлі Б. Кінг, Сем Лінг) — 2:17
8. «Don't Cry Anymore» (Райлі Б. Кінг, Жуль Тоб) — 2:20
9. «Blues for Me» (Райлі Б. Кінг) — 2:20
10. «Just Like a Woman» (Клод Датаціус, Флісі Мур) — 3:15

## Учасники запису
- Б. Б. Кінг — вокал, гітара
- Максвелл Девіс, Джек Макві, Чарльз Воллер, Лоренцо Голден, Бампс Маєрс, Моріс Саймон — тенор-саксофон
- Джуелл Л. Грант — альт-саксофон
- Флойд Торнгем — баритон-саксофон
- Джек «Вернон» Портер — труба
- Ред Коллендер, Ральф Гамілтон або Біллі Гадно — контрабас
- Віллард Макденіел — фортепіано
- Джессі Сейлс або Джессі Прайс — ударні

Технічний персонал
- Джо Бігорі — продюсер
- Максвелл Девіс — аранжування, диригування